# MILAN
El MILAN (acrónimo del nombre francés: Missile d´Infanterie Léger Antichar) es un misil antitanque filoguiado europeo. El diseño de este misil comenzó en 1962, estuvo listo para pruebas en 1971, y fue aceptado para entrar en servicio en 1972.

## Características

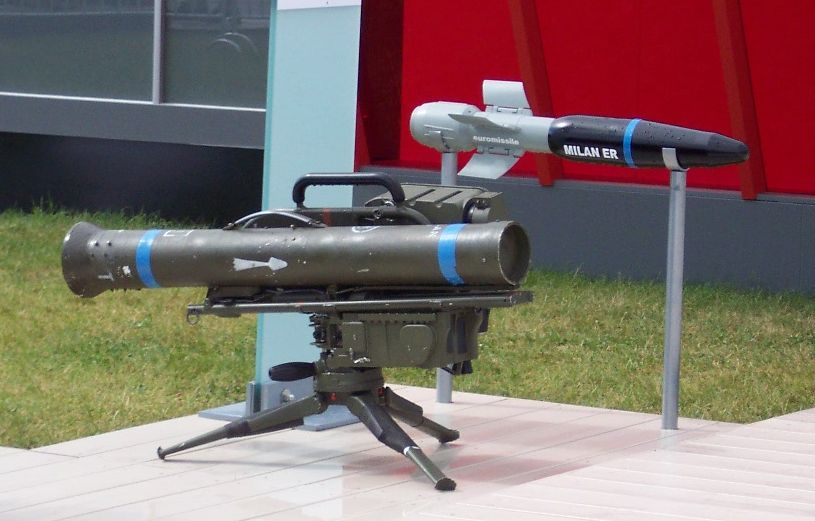
Un misil MILAN ER junto a su lanzador portátil.

Los modelos más modernos del MILAN utilizan un sistema llamado tándem, en el que el proyectil está formado dos partes: la primera antiblindaje para destruir o debilitar el blindaje y la segunda de una carga de alto explosivo para destruir el objetivo en la vulnerabilidad creada por la primera sección. Es decir, la primera parte suele ser una cabeza de metal de alta densidad como tungsteno o uranio empobrecido que rompe o, como mínimo, debilita la zona de impacto. La segunda parte estalla en la zona perforada o debilitada, por lo que su efecto es mayor que el de un explosivo simple. El MILAN también tiene lo que se denomina un "modo de ataque superior". La mayoría armas antitanque convencionales, están diseñados para disparar un proyectil desde un lanzador apoyado en el hombro o bien un montaje apoyado en el suelo directamente hacia el blanco. Como respuesta a esto, la mayoría de los vehículos blindados han reforzado sus blindajes en la parte frontal. El MILAN permite que un misil se guíe a sí mismo para que pueda ser lanzado hacia arriba a  distancia, de forma que el proyectil sigue una trayectoria que le permite penetrar en su objetivo desde arriba (usualmente en el techo de un vehículo blindado) que está menos protegido.

## Variantes
- MILAN 1: Proyectil HEAT de carga hueca de alto poder explosivo antitanque.
- MILAN 2: Proyectil HEAT de carga hueca de alto poder explosivo antitanque.
- MILAN 2T: Proyectil HEAT de carga hueca de alto poder explosivo antitanque. Carga en tándem para derrotar al blindaje reactivo.
- MILAN 3: Proyectil HEAT de carga hueca de alto poder explosivo antitanque. Carga en tándem para derrotar al blindaje reactivo.
- MILAN ER: Proyectil HEAT de carga hueca de alto poder explosivo antitanque. Carga en tándem para derrotar al blindaje reactivo. Rango extendido y penetración mejorada.

## Plataformas de lanzamiento

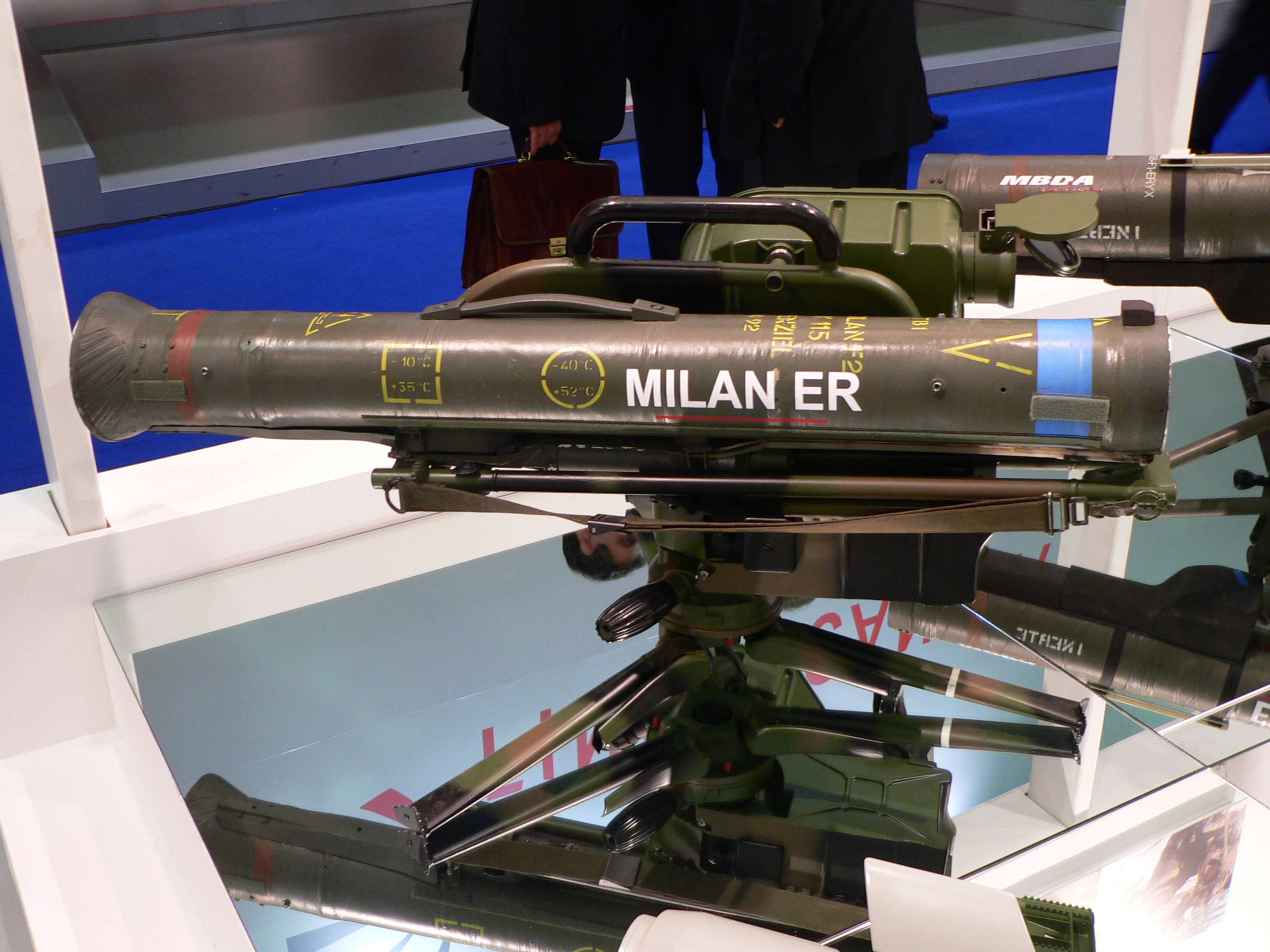
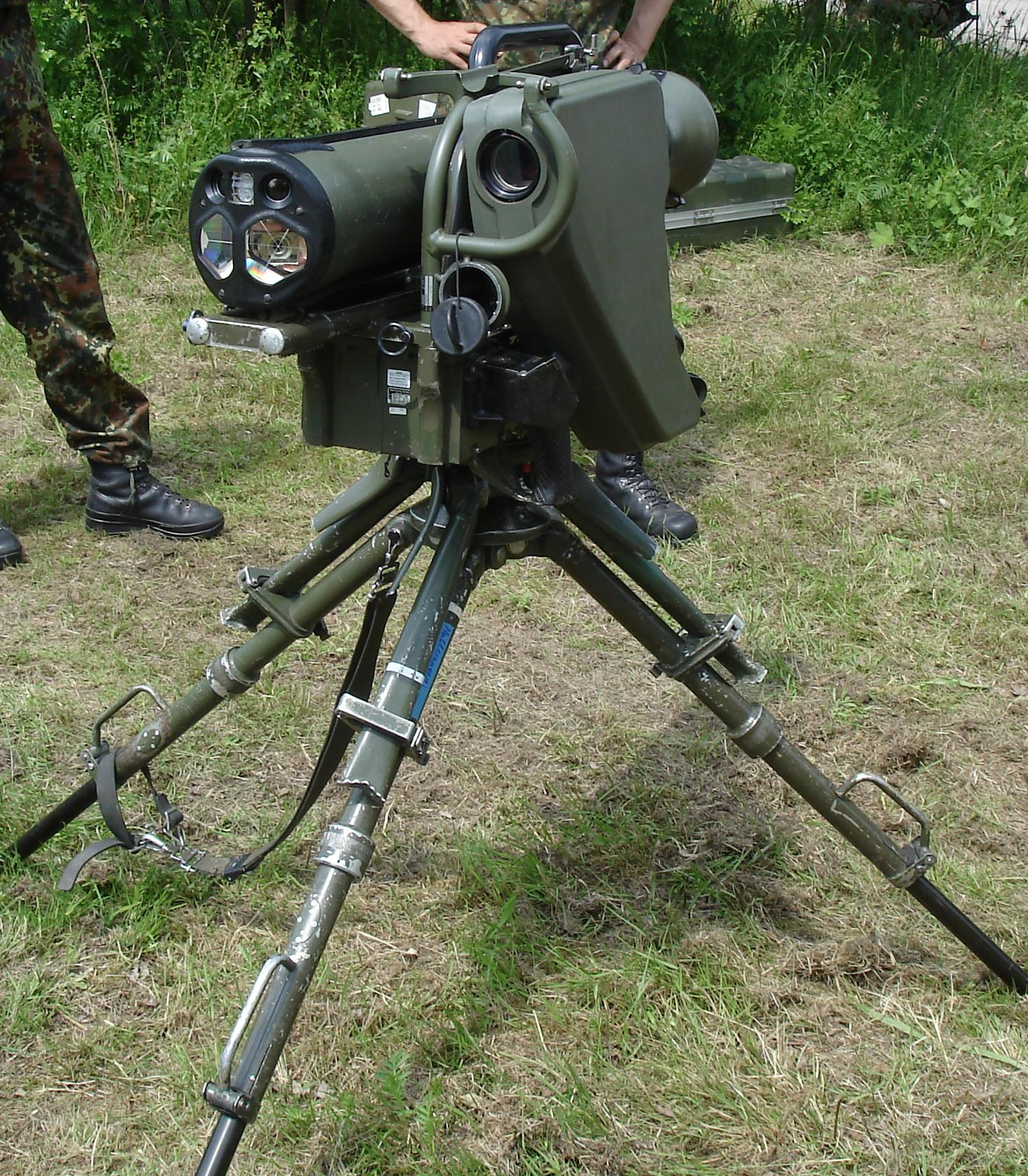
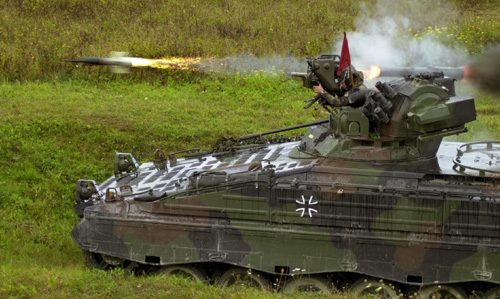
Lanzamiento de un misil MILAN desde un blindado Marder del Ejército Alemán.

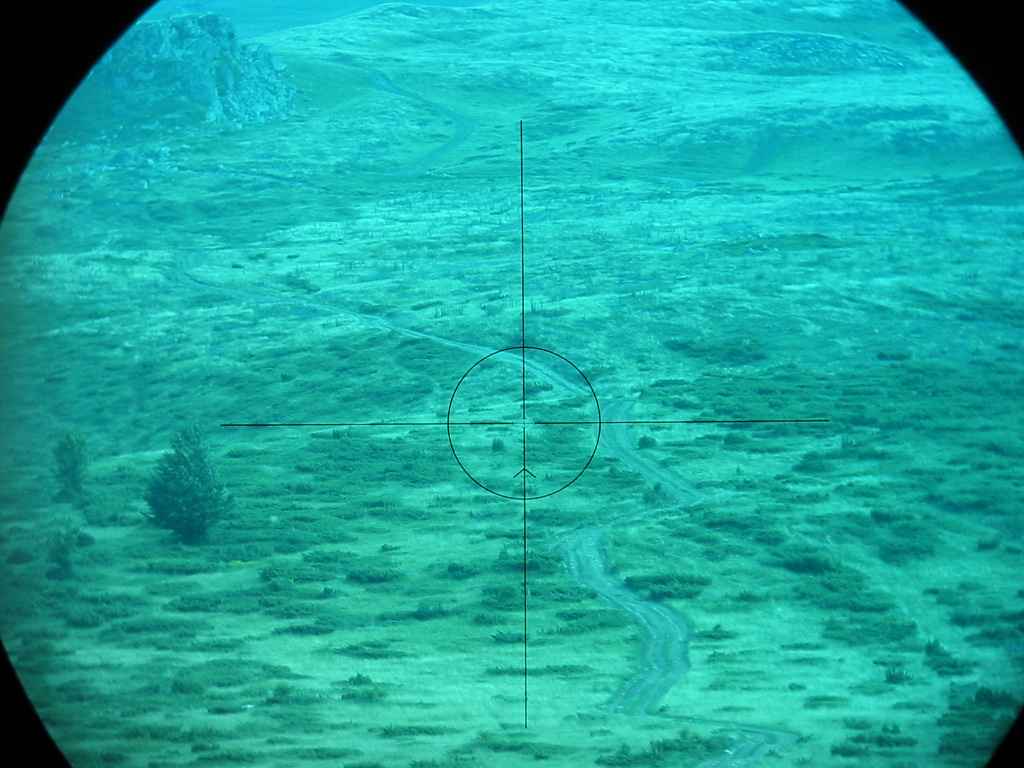
Mira óptica del lanzamisiles antitanque MILAN.

## Operadores
Australia
- Ejército de Australia: Usado por tropas de Infantería a pie o montado en vehículos. El ejército australiano ha dado de baja de su parque el MILAN a principios de los '90. El ADF ahora usa en misiones de campo el sistema antitanque de origen estadounidense FGM-148 Javelin.

 Brasil
- Ejército de Brasil

 Bosnia y Herzegovina
840 Oruzane Snage BiH
 Bélgica
- Ejército de Bélgica: Usado por la infantería.

 Chile
- Ejército de Chile

 Chipre
- Guardia Nacional Chipriota

 Estonia
- Fuerzas de Defensa de Estonia

 EgiptoMontado en vehículos tipo Pick-Up. 220 unidades en uso.
 Ecuador
- Ejército Ecuatoriano.

 España

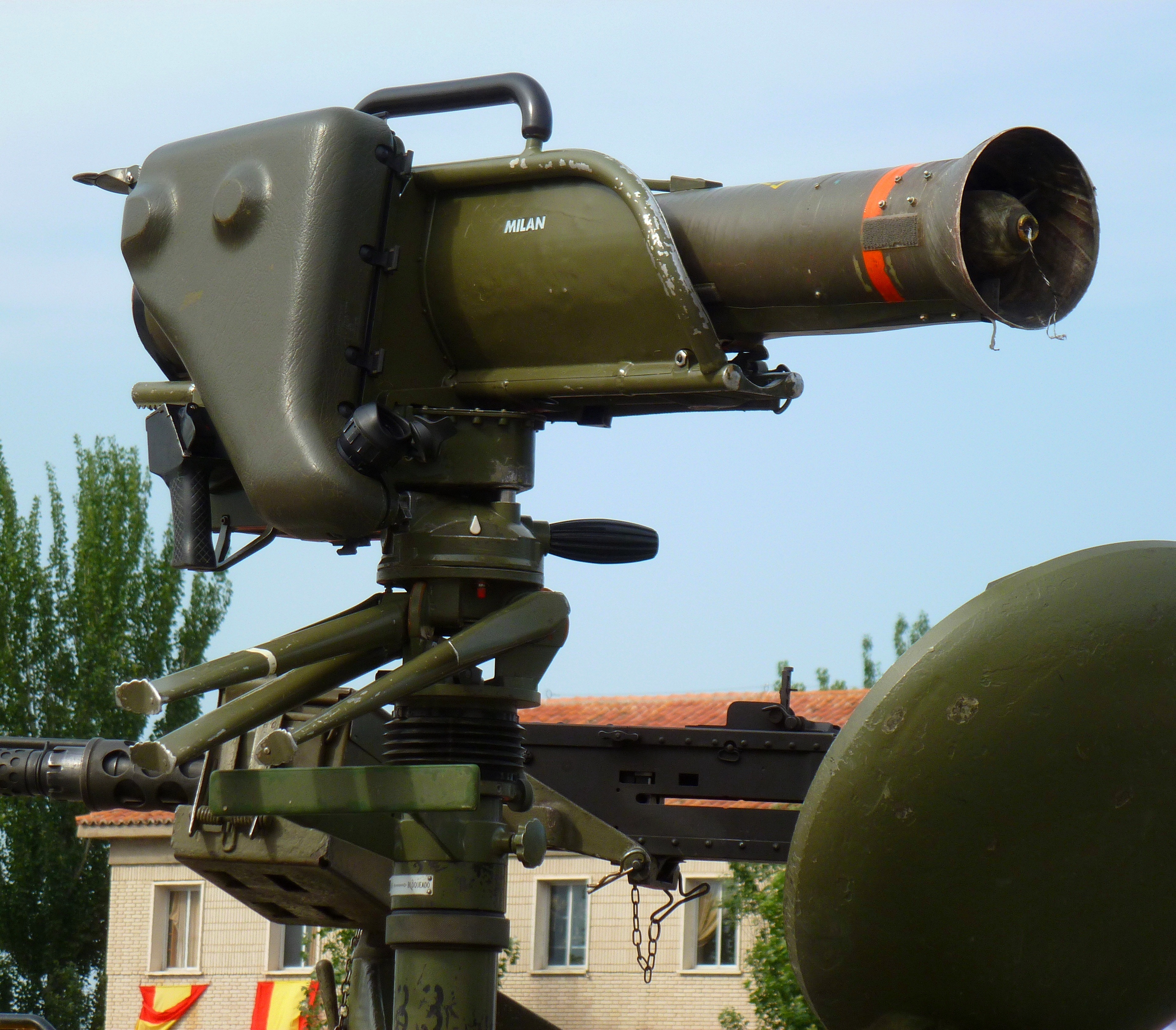
MILAN 2T del Ejército de Tierra Español.

- Ejército de Tierra de España :los primeros misiles estaban operativos en 1975 en unidades destinadas en Sáhara. Actualmente 404 MILAN 2T, 106 de ellos montados en vehículos de combate.[2] Está siendo reemplazado por el Spike israelí.

 Francia
- Ejército de Tierra Francés: Usado por la Infantería y en vehículos.

 Alemania
- Bundeswehr: Heer, Luftwaffe, Deutsche Marine, Infantería y en los Marder desde la versión A2.

 Grecia
- Ejército Griego

 Siria
- Ejército de Siria: Alrededor de 1 000 misiles son usados en la división antivehículos.

 India
- Ejército de la India: Usado por la Infantería y en vehículos.

 Irlanda
- Ejército de Irlanda: Usado por la Infantería y en vehículos; pero ha sido reemplazado por el sistema FGM-148 Javelin.

 Irán
- Ejército de Irán

 IrakSe reportó que un carro de combate Británico del tipo Challenger 2 MBT fue impactado por uno de éstos durante las últimas fases de la Operación Libertad Iraquí; en conjunto con múltiples impactos de rocket propelled grenades. El vehículo sobrevive al ataque.
 Italia
- Ejército de Italia

 Kenia
- Ejército de Kenia

Usado por la Infantería.
 Líbano
- Ejército del Líbano

 Libia
- Usado por la Infantería y en vehículos del Ejército libio, suministrados por Francia.

 México
- Ejército de México: Usado por la Infantería y en vehículos Panhard VBL Carros de exploración.

 Marruecos
- Ejército Marroquí

 Pakistán
 Portugal
- Ejército de Portugal y en los Portuguese Marines

 Taiwán
- Cuerpo de Marines de Taiwán

 Singapur
- Ejército de Singapur: Está siendo reemplazado por el Spike israelí.

 Sudáfrica
- Ejército de Sudáfrica

 Turquía
- Ejército Turco Soldados uruguayos portando un sistema de misil antitanques MILAN

 Uruguay

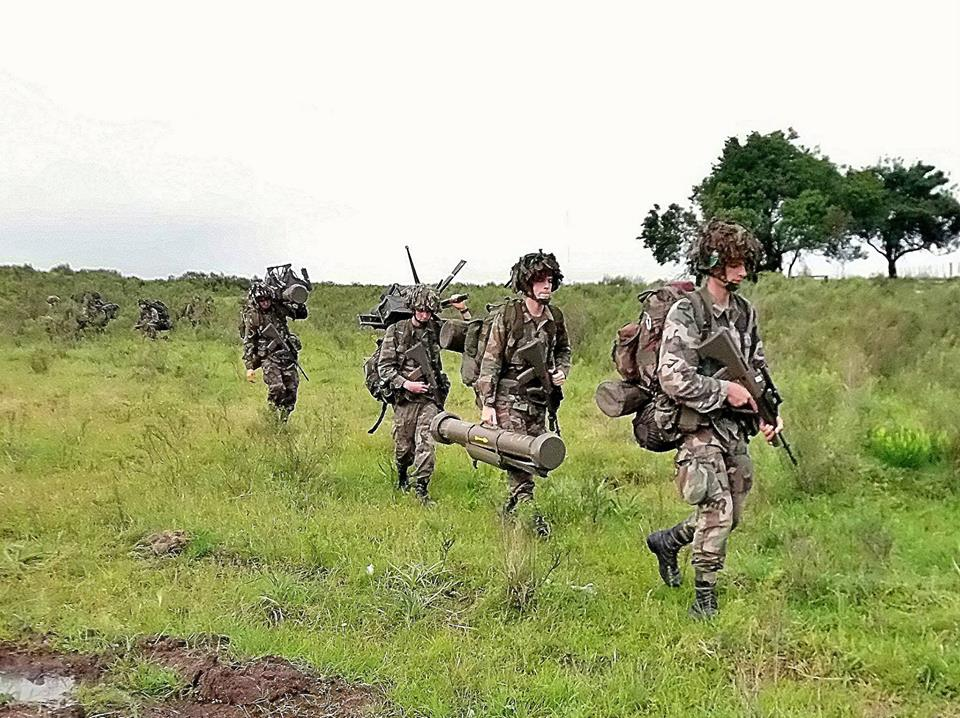
Soldados uruguayos portando un sistema de misil antitanques MILAN

- Ejército Uruguayo 500 misiles y 15 lanzadores

 Reino Unido
- Royal Marines y Ejército Británico, Usado por la Infantería y en vehículos FV103 Spartan de la versión MCT (MILAN Compact Turret). Más de 50 000 misiles han sido adquiridos, para su uso en las Fuerzas Armadas Británicas. El MILAN fue usado en la Guerra de las Malvinas en contra de las tropas Argentinas y contra los búnkeres con gran éxito.[3] Fue reemplazado por el sistema antitanque FGM-148 Javelin a mediados de 2005.

Ucrania.
Según publicó el Ministerio de Defensa Francés, Francia hizo entrega de 3 sistemas MILÁN a Ucrania entre 2022 y 2023 como parte del paquete de ayudas por la Invasión Rusa de Ucrania. Su uso, aunque testimonial por su poco número, ha sido documentado en redes.

### Armas similares
- ERYX
- Euromissile HOT
- BGM-71 TOW

### Listas relacionadas
- Anexo:Materiales del Ejército de Tierra de España